# Erik Ros
Axel Karl Erik Ros, född 1 september 1896 i Rämmen, död 30 september 1969, var en svensk jurist och ämbetsman.

## Biografi
Ros avlade juris kandidatexamen i Uppsala 1920. Han gjorde därefter tingstjänstgöring och blev extra ordinarie länsnotarie i Örebro län 1923. Han blev tillförordnad landsfogde där 1924, landsfogde i Kalmar län 1927 och i Värmlands län 1930. Han hade särskilda uppdrag som tillförordnad landsfogde i Västernorrlands län 1931 och blev tillförordnad statspolisintendent 1932. Erik Ros var polismästare i Stockholm 1937–1959 och underståthållare 1959–1963.
Han gifte sig 1930 med Dagmar Falk (1905–1988), dotter till landshövdingen John Falk.
Erik Ros ligger begravd på Råcksta begravningsplats.